# 陸前赤崎站
陸前赤崎站（日语：／ Rikuzen-Akasaki eki */?）是位於岩手縣大船渡市赤崎町字大洞，三陸鐵道的谷灣線車站。為臨時快速谷灣海Liner停車站。
車站愛稱為「貝塚循環」。名稱取自車站附近有較多貝塚。

## 歷史

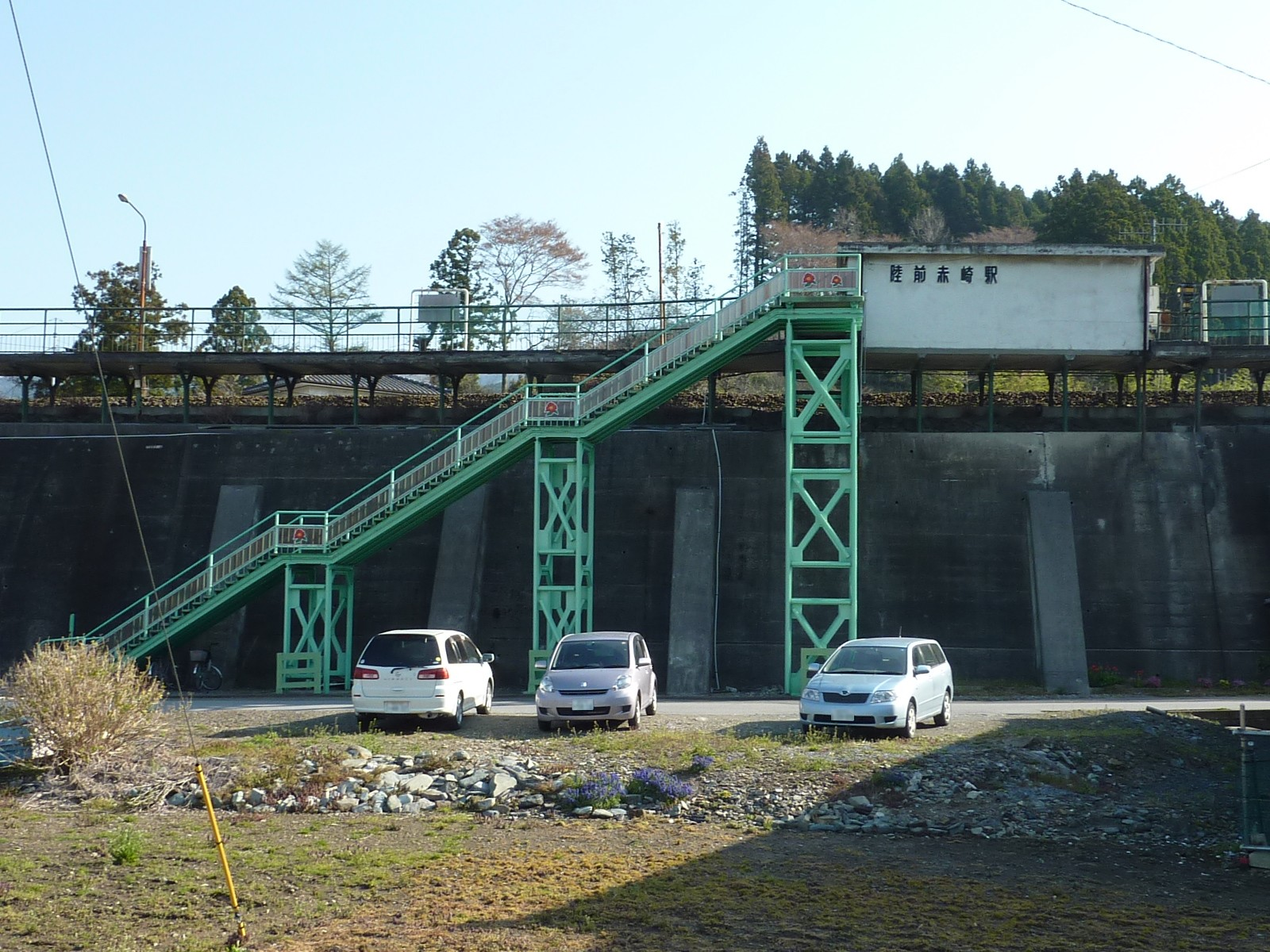
遷移前的車站（2010年5月）

- 1970年（昭和45年）3月1日：日本國有鐵道盛線車站啟用[1]。
- 1984年（昭和59年）4月1日：車站由三陸鐵道接管。成為南谷灣線車站[1]。
- 2011年（平成23年）3月11日：發生東北地方太平洋近海地震（東日本大震災），使南谷灣線全線暫停營業。地震使月台沉降，護土牆受損。車站附近的路堤也發生沉降[2]。
- 2013年（平成25年）4月3日：南谷灣線盛至吉濱之間重開，此站重開[3]。同時車站向釜石一方遷移。
- 2019年（平成31年）3月23日：東日本旅客鐵道釜石至宮古之間由三陸鐵道接管，此站成為谷灣線車站[4]。

## 車站構造
此站是地面車站，設有1面1線的單式月台。車站位於佐野隧道和綾里隧道之間的路堤上。從車站可望向大船渡灣。

## 使用狀況
| 乘車人次變化 | 乘車人次變化 |
| 年度         | 1日平均人數  |
| ------------ | ------------ |
| 2002         | 17           |
| 2003         | 17           |
| 2004         | 11           |
| 2005         | 10           |
| 2006         | 11           |
| 2007         | 10           |
| 2008         | 9            |
| 2009         | 8            |
| 2010         | 7            |
| 2011         | 暫停營業     |
| 2012         | 暫停營業     |
| 2013         | 4            |
| 2014         | 3            |
| 2015         | 2            |
| 2016         | 3            |
| 2017         | 2            |

## 車站周邊
在遷移車站前，站前設有廣場。車站後方設有高地，為發生地震時的第一避難所。
- 大洞貝塚（日语：大洞貝塚）
- 大船渡市立赤崎小學
- 縣道9號大船渡綾里三陸線（日语：岩手県道9号大船渡綾里三陸線）
- 太平洋水泥大船渡工場

## 相鄰車站
三陸鐵道
■谷灣線
盛－陸前赤崎－綾里

## 注腳
1. 1 2  . 交通新聞 (交通新聞社). 1993-03-23: 8 （日语）.
2. ↑  東北の鉄道震災復興誌編集委員会 (编),  (pdf), 国土交通省東北運輸局鉄道部: 142–143, 2012年9月  [2021-01-21], （原始内容存档 (PDF)于2021-01-16） （日语）
3. ↑   (PDF). 広報大船渡 (大船渡市). 2013年3月5日, (3月5日号): 10  [2021年1月21日]. （原始内容 (pdf)存档于2017年5月26日） （日语）.
4. ↑  . 毎日新聞 (毎日新聞社). 2019-03-23  [2019-03-24]. （原始内容存档于2019-03-23） （日语）.
5. ↑  陸前赤崎駅 （页面存档备份，存于）（日語） - 三陸鐵道株式會社，2015年4月8日參閲。
6. ↑  避難場所一覧 （页面存档备份，存于）（日語） - 大船渡市，2015年4月8日參閲

## 外部連結
- 車站·周邊資訊【陸前赤崎站】 （页面存档备份，存于）（日語）：三陸鐵道